# Mythologie galicienne
 (novembre 2024).

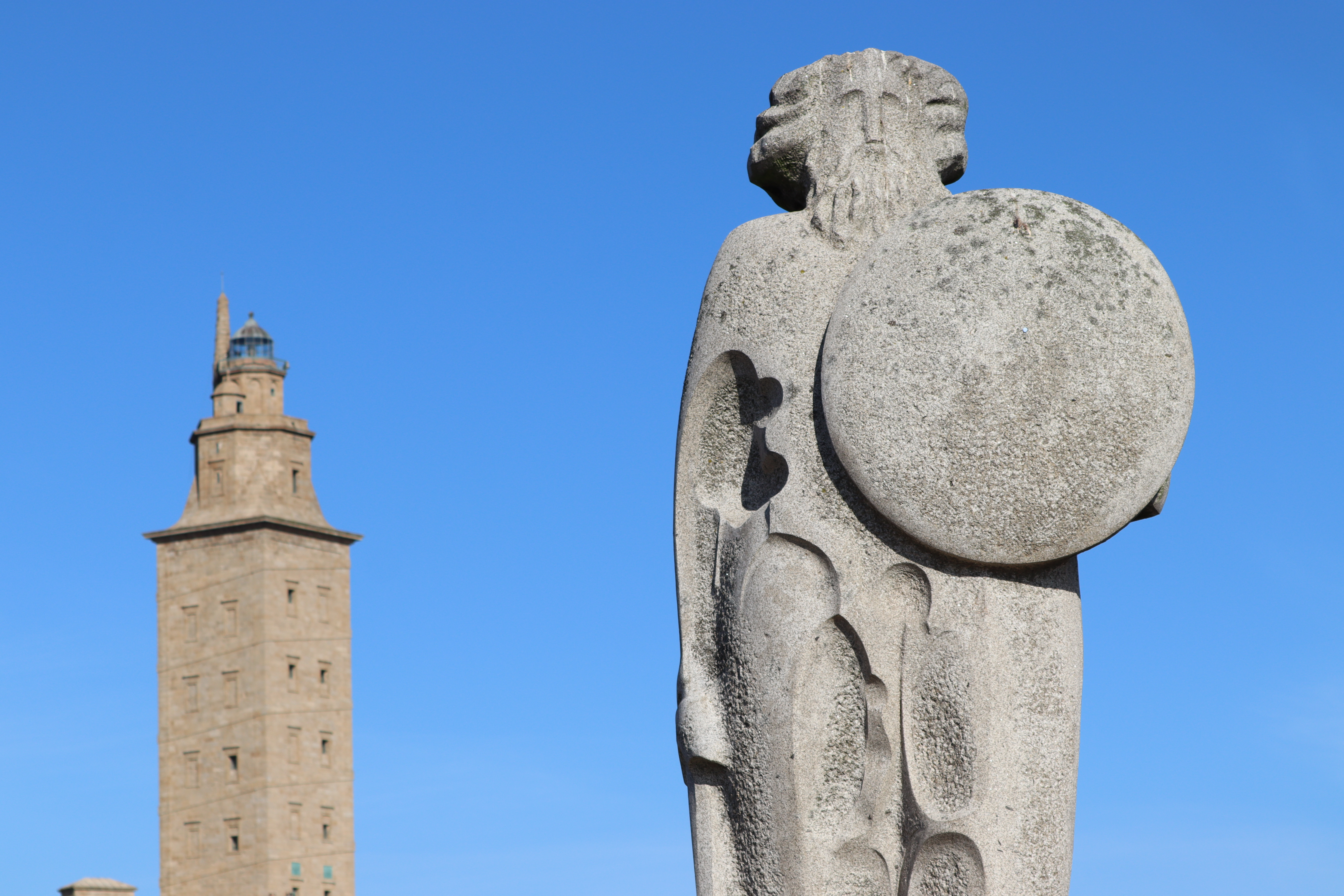
Statue de Breogán, avec la Tour d'Hercule en arrière-plan. (La Corogne).

La mythologie galicienne est l'ensemble des mythes, légendes et traditions orales qui plongent leurs racines dans les temps anciens, bien avant l'arrivée du christianisme en Galice. Profondément influencée par les paysages mystiques de la Galice, cette mythologie est imprégnée de mystères et d'éléments surnaturels où se mêlent divinités ancestrales, esprits de la nature et créatures fantastiques. Héritière d'un syncrétisme celte, romain et chrétien, elle perpétue des récits où l'on trouve des figures telles que les meigas, Lug, et des manifestations spectrales comme la Santa Compaña, une procession de morts qui errent à travers les villages.

## Êtres mythiques galiciens

### Créatures fantastiques
- Géants (Xigantes)[1]
- Olláparos
- Nain (Ananos)
- Carcamáns
- Xente cativa
- Codíns
- Xacias
- Sirène (Sereas)
- Mouros
- Mouras
- Xerpas
- Rabenos
- Encantos
- Tesouro
- Lamias
- Lavandières (Lavandeiras)

### Personnages légendaires
- Raíña Lupa
- Ana Manana
- Brancaflor
- Breogán (fondateur de La Corogne)

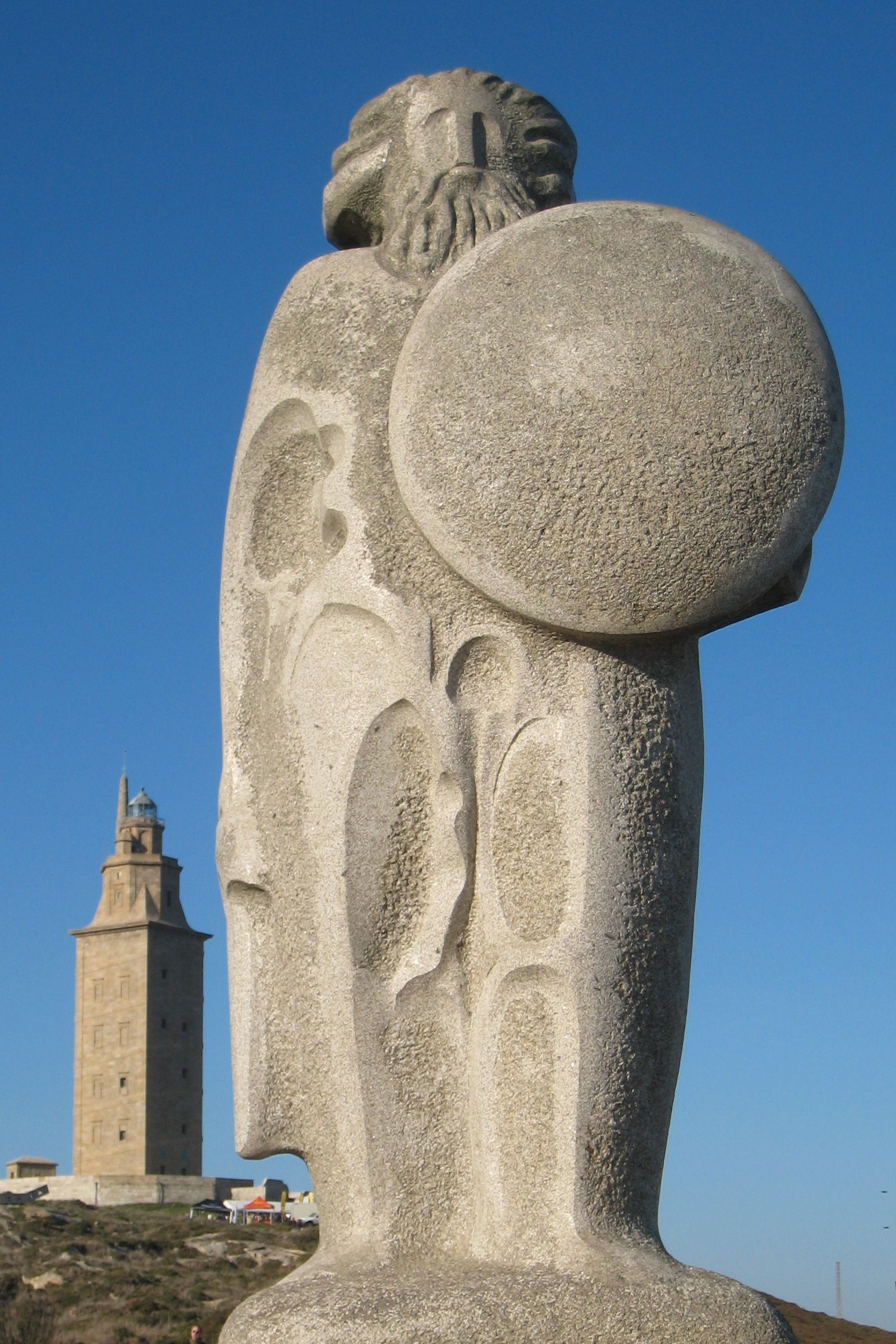
Breogán, au pied de la Tour d'Hercules.

- Hércules (fondateur de Lugo et Iria Flavia)
- María Castaña
- Noé
- Orcavella
- Pedro Chosco
- Pepa a Loba
- Teucro (fondateur de Pontevedra)

### Personnages fantastiques
- Baluros
- Lobishomes
- Meigas
- Meigas chuchonas
- Nubeiros
- Sabias
- Santa Compaña
- Vedoiros